# Lauren Southern
Lauren Cherie Southern, nacida como Lauren Simonsen (Surrey, Columbia Británica, Canadá; 16 de junio de 1995) es una activista política de extrema derecha y youtuber canadiense. Ella ha sido descrita como miembro de la derecha alternativa y nacionalista blanca. En 2015, Southern se postuló como candidata del Partido Libertario de Canadá en las elecciones federales de dicho país. Trabajó para The Rebel Media hasta marzo de 2017, trabajando luego como periodista independiente antes de retirarse del activismo político en junio de 2019.
Southern es conocida por su promoción de la teoría conspirativa El gran reemplazo. Un video de YouTube con el mismo nombre que lanzó en julio de 2017 atrajo a más de 670,000 espectadores y se le atribuye haber ayudado a popularizar dicha teoría de la conspiración y su punto de vista supremacista blanca.
En 2017, Southern apoyó al grupo identitario blanco Defend Europe oponiéndose a la acción de organizaciones no gubernamentales involucradas en operaciones de búsqueda y rescate en el Mar Mediterráneo. Fue detenida por la Guardia Costera italiana por bloquear un barco que se embarcaba en una misión de búsqueda y rescate. Debido a que se unió a Defend Europe en un intento de obstruir las operaciones de rescate, Patreon acusó a Southern de participar en una actividad que "muy probablemente causó" la muerte de refugiados. En marzo de 2018, fue interrogada bajo la Ley de Terrorismo del Reino Unido y se le prohibió ingresar a Gran Bretaña, debido a sus intenciones durante su visita de marzo. Posteriormente, Southern fue eliminada de Patreon, desmonetizada por YouTube y vetado de procesadores de pago como PayPal.
En julio de 2018, realizó una gira de conferencias por Australia con el activista de extrema derecha Stefan Molyneux. En agosto de 2018, su intento de gira de conferencias por Nueva Zelanda no tuvo éxito. El Consejo de Auckland canceló la charla pública de Southern y Molyneux diciendo que el par deseaba "provocar tensiones étnicas o religiosas". En 2019, Southern suspendió sus actividades públicas; volvió a la vida pública en 2020.

## Primeros años
Southern nació en Surrey, Columbia Británica. Estudió ciencias políticas en la Universidad del Valle de Fraser y completó dos años sin graduarse.
En 2015, Southern fue candidata en las elecciones federales canadienses de 2015 , postulándose por el Partido Libertario de Canadá en el distrito de Langley-Aldergrove. El partido la retiró brevemente como candidata, pero finalmente fue reinstalada con el apoyo de Breitbart News y The Rebel Media. La elección fue ganada por el candidato conservador Mark Warawa. Southern terminó en último lugar, habiendo recibido el 0.9% del total, lo que se traduce en un total de 535 votos.

## Activismo
En junio de 2015, mientras informaba sobre Vancouver SlutWalk para Rebel Media, el camarógrafo de Southern fue empujado y el letrero de protesta de Southern que decía "No hay cultura de violación en Occidente" fue roto.
En marzo de 2016, un manifestante en Vancouver vertió un líquido desconocido sobre la cabeza de Southern mientras ella discutía a favor del binarismo de género con manifestantes LGBTQ en un mitin en Vancouver.
La cuenta de Southern fue suspendida por error de Facebook, después de haber criticado el sitio por suspender varios comentaristas conservadores. Más tarde recibió una disculpa por correo electrónico de Facebook diciendo que la suspensión era un "error".
En octubre de 2016, Southern cambió su género legalmente al masculino como parte de un video producido para Rebel Media para mostrar de forma crítica la facilidad de las nuevas leyes de identificación de género de Ontario .
En 2016 escribió y publicó Barbarians: How Baby Boomers, Immigrants, and Islam Screwed My Generation (Bárbaros: cómo los baby boomers, los inmigrantes y el islam arruinaron mi generación).
En enero de 2017, Southern publicó en Twitter rumores incorrectos del sitio web 4chan de que el Tiroteo de Quebec de 2017 había sido llevado a cabo por refugiados sirios; más tarde borró esos tuits.
En marzo de 2017, Southern anunció que dejaría Rebel Media para convertirse en periodista independiente. En el mismo mes, obtuvo acceso a las sesiones de prensa de la Casa Blanca.
En abril de 2017, Southern fue uno de los varios oradores programados en un mitin del Día del Patriota en Berkeley, California. La manifestación condujo a una revuelta entre los manifestantes pro Trump y los contramanifestantes anti Trump.

#### Oposición a ONG, refugiados y migración
En mayo de 2017, Southern participó en un intento organizado por el grupo identitario Génération identitare para bloquear el paso del barco Aquarius (copropiedad de las ONGs SOS Mediterranée y de Médicos sin Fronteras), que salía de Sicilia para comenzar una misión de búsqueda y rescate para refugiados y migrantes naufragados en las costas del norte de África. Al afirmar que el objetivo de los activistas "era evitar que un bote vacío bajara a Libia y se llenara de inmigrantes ilegales", Southern fue detenido brevemente por la Guardia Costera italiana. Los barcos de las ONG a menudo rescatan a migrantes y refugiados que desembarcan de las costas libias en balsas improvisadas inseguras y los llevan a Sicilia. Con respecto a sus acciones, Southern declaró que "si los políticos no detienen los barcos, los detendremos".
Southern apoyó acciones similares de Defend Europe, que fletó un barco para rastrear y detener lo que llamó una colusión entre ONGs y traficantes de personas. En julio de 2017, Southern reveló que Patreon había eliminado su cuenta citando preocupaciones sobre su "recaudación de fondos para participar en actividades que podrían causar la pérdida de vidas". Southern negó estas acusaciones, afirmando que las acciones de Defend Europe podrían salvar vidas y que ninguno de sus fondos se destinó al grupo.
En noviembre de 2018, Southern lanzó un video que parecía mostrar a una trabajadora de una ONG admitiendo que había entrenado a solicitantes de asilo sobre cómo hablar con los funcionarios de inmigración para obtener el estatus de refugiado. Buzzfeed News informó que un portavoz del ACNUR dijo: "Grecia cuenta con rigurosos procedimientos de asilo, dentro de un marco legal sólido". En mayo de 2019, Southern lanzó un documental de YouTube, Borderless, sobre la crisis de refugiados y migrantes. La película fue eliminada temporalmente por YouTube.

## Giras y prohibiciones de ingreso
Los sitios web de micromecenazgo (GoFundMe), servicios empresariales (Patreon) y bancarios (PayPal) han prohibido a Southern utilizar sus servicios. YouTube desmonetizó su canal en junio de 2017 y dejó de publicar anuncios en él.

#### Prohibición de ingreso al Reino Unido
En febrero de 2018, Southern, junto con Brittany Pettibone y Caolan Robertson, distribuyeron volantes en la ciudad inglesa de Luton describiendo a Allah como "gay".
En marzo de 2018, se les negó la entrada al Reino Unido a Southern, Pettibone y al activista de extrema derecha Martin Sellner. Southern también fue interrogada bajo el Anexo 7 del Acta de Terrorismo del 2000 de dicho país. Su denegación de entrada se debió a sus intenciones durante su visita de marzo y por los mismos motivos que Pettibone y Sellner.

#### Gira por Australia 2018
Poco antes de una gira de conferencias planeada por Australia en julio de 2018, el Departamento del Interior de Australia le denegó a Lauren Southern una visa de Autoridad de Viajes Electrónicos, diciendo que "no era una visa de trabajo". Tenía la intención de cobrar $79 por un boleto básico y hasta $749 por una "cena íntima". El gobierno australiano le permitió ingresar al país una vez que obtuvo la visa correcta. Al llegar al aeropuerto de Brisbane, llevaba una camisa que decía "Está bien ser blanco".
Cuando le preguntó a la gente en la calle en Melbourne "¿Deberíamos matar a Lauren Southern?", muchos contestaban que nunca habían oído hablar de ella. Un evento de oratoria en Melbourne contó con la oposición de más de 100 manifestantes.
No hubo manifestantes en su evento en Sídney, donde los titulares de boletos fueron notificados del lugar al recibir un mensaje de texto ese mismo día. El evento de Sídney incluyó un encuentro y saludo por $200, un encuentro y saludo VIP por $500 y una cena de $750.
En Brisbane, Southern mencionó el bombardeo de la ciudad australiana de Melbourne, citando la Biblia, como una broma. Se le opusieron unos 60 manifestantes.

#### Gira por Nueva Zelanda 2018
En julio de 2018, Southern solicitó una visa de viaje para visitar Nueva Zelanda para una gira de conferencias con el activista de extrema derecha Stefan Molyneux. El ministro de Inmigración, Iain Lees-Galloway, describió sus puntos de vista como "repugnantes", pero dijo que cumplían con los requisitos de carácter de inmigración y autorizaron su entrada. La pareja no había asegurado un lugar, ya que el Consejo de Auckland había cancelado su reserva inicial, citando preocupaciones de salud y seguridad. La pareja canceló brevemente y luego reanudó la gira por dificultades con conseguir un lugar. La posterior reserva de un lugar privado fue revocada por sus propietarios. En represalia, su lugar fue destrozado. El hecho de no encontrar un lugar fue celebrado por alrededor de 1,000 manifestantes, quienes dijeron que el evento planeado no tenía nada que ver con la libertad de expresión. La primera ministra Jacinda Ardern dijo que las opiniones de Southern "no son las que comparte este país".
En agosto de 2018, el alcalde de Auckland, Phil Goff, tuiteó que los lugares de la localidad no deberían usarse para "provocar tensiones étnicas o religiosas", y que "no tenemos ninguna obligación" de proporcionar un lugar para el discurso de odio. Por aceptar la cancelación, un parlamentario recibió amenazas de violencia.
La portavoz de Tāmaki Anti Fascist Action, Sina Brown-Davis, dijo que su grupo temía "representaciones deshumanizadoras de pueblos indígenas" en Nueva Zelanda. Molyneux había llamado a los aborígenes y los isleños del Estrecho de Torres "el peldaño más bajo de la civilización".
La primera ministra Jacinda Ardern dijo que Nueva Zelanda es "hostil" a las opiniones de los oradores y "Creo que verán por la reacción que han obtenido de los neozelandeses que sus opiniones no son las que comparte este país, y yo estoy muy orgullosa de eso". La colíder del Partido Verde, Marama Davidson, agregó: "Aotearoa no representa sus mensajes de racismo, odio y especialmente la supremacía blanca". El ministro de Justicia, Andrew Little, dijo que los oradores "claramente han engañado a la gente" al tratar de asegurar algún lugar. La personalidad de televisión Te Hamua Nikora dijo que la pareja estaba en contra del multiculturalismo, a diferencia de Nueva Zelanda. El precio mínimo de la entrada para el evento cancelado de Auckland fue de $99.

#### Retiro
El 2 de junio de 2019, Southern anunció su retiro del activismo político en su sitio web. Ella dijo que sus razones para irse eran que necesitaba seguir adelante y encontrar satisfacción en una capacidad más privada.

## Ideas
Southern ha sido ampliamente descrita como alt-right, extrema derecha y de derecha. Ella rechaza la etiqueta de "extrema derecha" y prefiere que la describan como conservadora y "alt-right". El Southern Poverty Law Center ha descrito los videos de Southern como antifeministas, xenófobos, islamófobos y nacionalistas blancos. Ella es anti-multiculturalismo y ha llamado al movimiento Black Lives Matter una "organización terrorista".

#### Género
Southern dijo que las personas transgénero viven en realmente "en una ilusión" y agregó que "lo que tienen es dismorfia y una enfermedad mental". Ella criticó el reconocimiento legal por cambiar el género, porque las personas que lo hacen podrían ser "deshonestas".
Southern ha hablado en oposición al feminismo y ha dicho que las mujeres "no están desarrolladas psicológicamente para ocupar puestos de liderazgo" y "no serán tan buenas como directoras ejecutivas". En 2015 asistió a SlutWalk y sostuvo un cartel que decía: "No hay cultura de violación en Occidente". También dijo que era "una locura" centrarse en el tema.

#### Multiculturalismo
Southern está en contra del multiculturalismo. Ella ha preguntado si una sociedad multicultural requeriría "médicos brujos" en conferencias médicas, y ha afirmado que "el multiculturalismo fracasará inevitablemente a menos que el 50 por ciento de la población crea en la cultura occidental". El sitio web New Matilda informó que el mensaje central de su gira de conferencias de Australia en 2018 fue que "el multiculturalismo no funciona". En la gira, ella causó controversia por criticar públicamente un anuncio de habitación compartida "solo para asiáticos" que había fotografiado y lo calificó de "extremadamente tribalista". Este fue un intento de resaltar el supuesto fracaso del multiculturalismo, al sugerir que produjo una forma de "segregación".

#### Raza
Southern ha defendido al neonazi estadounidense Richard Spencer, quien había dicho "Hail Trump" en un discurso en una reunión nacionalista blanca, y había pedido una limpieza étnica "pacífica" de los Estados Unidos. Southern ha dicho que "Richard Spencer no es un supremacista blanco, es un nacionalista blanco. Cree en un etnoestado blanco, no cree que los blancos sean superiores"
Southern ha sido citada como una defensora de la teoría de la conspiración del genocidio blanco. En 2018, Southern produjo un documental llamado Farmlands, donde afirmaba que los ataques agrícolas por motivos raciales en Sudáfrica pueden representar un genocidio inminente, un tema de conversación común para los nacionalistas blancos. Mientras producía el documental, Southern trabajó con Simon Roche, un portavoz de la organización racista y etnonacionalista afrikáner Suidlanders. En 2017, Southern produjo un video sobre la teoría de la conspiración El gran reemplazo, que postula que la inmigración no blanca conducirá a un "genocidio" de europeos blancos. El video de Southern ha sido señalado como una ayuda para popularizar la teoría de la conspiración.

#### Religión
Cuando se le preguntó acerca de su religión, específicamente a la pregunta de si ella es cristiana, dijo que no lo era pero que estaba "buscando".
En una entrevista en septiembre de 2020 en The Western Journal, Southern dijo que gracias había redescubierto su fe cristiana.